# 제28회 홍콩 영화 금상장
제28회 홍콩 영화 금상장은 2009년 4월 19일에 열린 시상식이다.

## 수상 및 후보

### 작품상
- 더 웨이 위 알 - 허안화 수상
- 적벽대전 1부 - 거대한 전쟁의 시작 - 오우삼
- CJ7 - 장강7호 - 주성치
- 화피 - 진가상
- 엽문 - 엽위신

### 감독상
- 더 웨이 위 알 - 허안화 수상
- 참새 - 두기봉
- 적벽대전 1부 - 거대한 전쟁의 시작 - 오우삼
- 커넥트 - 진목승
- 엽문 - 엽위신

### 각본상
- 런 파파 런 - Chan Suk Yin 외 2명 수상
- 더 웨이 위 알 - Lou Shiu Wa
- 화피 - Gordon Chan Ka Seung 외 2명
- 비스트 스토커 - 임초현
- 친밀 - 안서

### 남우주연상
- 런 파파 런 - 고천락 수상
- 참새 - 임달화
- 적벽대전 1부 - 거대한 전쟁의 시작 - 양조위
- 비스트 스토커 - 장가휘
- 엽문 - 견자단

### 여우주연상
- 더 웨이 위 알 - 바오치징 수상
- 성 공작자 2 - Prudence Liew
- 커넥트 - 서희원
- 화피 - 저우쉰
- 친밀 - 임가흔

### 남우조연상
- 적벽대전 1부 - 거대한 전쟁의 시작 - Zhang Feng Yi 수상
- CJ7 - 장강7호 - 주성치
- 비스트 스토커 - 요계지
- 엽문 - 임가동
- 엽문 - Fan Sui Wong

### 여우조연상
- 런 파파 런 - 묘가수 수상
- 더 웨이 위 알 - Chan Lai Wun
- 적벽대전 1부 - 거대한 전쟁의 시작 - 자오웨이
- True Women For Sale - 황완령
- 화피 - 화피

### 신인상
- 오션 플레임 - Monica Mok 수상
- 여인불괴 - Zhang Yu Qi
- 더 웨이 위 알 - Juno Leung
- 적벽대전 1부 - 거대한 전쟁의 시작 - Lin Chi Ling
- CJ7 - 장강7호 - 서교

### 촬영상
- 삼국지 - 용의 부활 - 장동량 수상
- 참새 - Cheng Siu Keung
- 적벽대전 1부 - 거대한 전쟁의 시작 - 뤼러 외 1명
- 화피 - Arthur Wong Ngok Tai
- 엽문 - O Sing Pui

### 편집상
- 참새 - 데이비드 M. 리처드슨 수상
- 적벽대전 1부 - 거대한 전쟁의 시작 - 임안아 외 2명
- 커넥트 - Yau Chi Wai
- 비스트 스토커 - Chan Ki Hop
- 엽문 - 장가휘

### 미술상
- 삼국지 - 용의 부활 - 이인항 수상
- 연의 황후 - 해중문
- 적벽대전 1부 - 거대한 전쟁의 시작 - 티미 입
- 화피 - Liu Jingping 외 1명
- 엽문 - Kenneth Mak

### 의상&메이크업상
- 삼국지 - 용의 부활 - Wong Ming Ha 외 1명 수상
- 여인불괴 - Willam Chang Suk Ping
- 연의 황후 - 오리로
- 적벽대전 1부 - 거대한 전쟁의 시작 - 티미 입

### 무술감독상
- 삼국지 - 용의 부활 - 홍금보 수상
- 화피 - Ng Po Ling
- 커넥트 - Lee Chung Chi
- 적벽대전 1부 - 거대한 전쟁의 시작 - 원규
- 화피 - 동위
- 엽문 - 홍금보

### 영화음악상
- 삼국지 - 용의 부활 - 헨리 라이 수상
- 참새 - Fred Avril 외 1명
- 적벽대전 1부 - 거대한 전쟁의 시작 - 이와시로 타로
- 화피 - 후지와라 이쿠로
- 엽문 - 카와이 켄지

### 주제가상
- 연의 황후
- 적벽대전 1부 - 거대한 전쟁의 시작
- 미싱
- 화피
- 아적최애

### 음향효과상
- 적벽대전 1부 - 거대한 전쟁의 시작 - 강무 수상
- 커넥트 - Chris Goodes 외 1명
- 화피 - 증경상 외 1명
- 비스트 스토커 - Phyllis Cheng 외 2명
- 엽문 - 증경상

### 시각효과상
- 적벽대전 1부 - 거대한 전쟁의 시작 - 크레이그 헤이스 수상
- CJ7 - 장강7호 - 노혜광
- 미싱 - Ho Siu Lun
- 화피 - Ng Yuen Fai 외 2명
- 엽문 - Henri Wong

### 아시아영화상
- If You Are The One
- 하이자오 7번지 - 웨이 더솅
- Suspect X
- Forever Enthralled
- 집결호 - 펑샤오강

### 신인감독상
- 푸른 이끼 - 곽자건 수상
- 하이 눈 - 맥희인
- 친밀 - 안서